# Inmigración argentina en México
La Inmigración argentina en México es un suceso relativamente reciente, según el censo 2020 del INEGI hay 18 693 ciudadanos argentinos residiendo en México; en el Estado de Quintana Roo radican 2729 ciudadanos argentinos pero según cifras del gobierno estatal el número real sería de entre 12 000 y 14 000, la mayoría de ellos residiendo de forma no regularizada en zonas turísticas como Playa del Carmen.
Para el año 2023, se estimaba que el número de ciudadanos argentinos residentes en México había aumentado a 50 652, según cálculos del Informe 141 de la Jefatura de Gabinete de Ministros. Esta estimación corregida se basa en el crecimiento del padrón electoral de argentinos en ese país —que pasó de 10 378 en 2021 a 12 645 en 2023— y en la aplicación de un índice de corrección de 4 a 1, considerando que muchas personas argentinas que viven en el exterior no están registradas para votar, aunque efectivamente residen allí.
La comunidad argentina constituye la tercera comunidad de sudamericanos en el país y la novena de extranjeros en México. Los argentinos se han concentrado principalmente en la Ciudad de México, y en algunas ciudades como Guadalajara, Querétaro, Puebla, Cancún, Playa del Carmen, Tulum, Mérida, Puerto Vallarta, Tequila, Toluca de Lerdo, Metepec, Valle de Bravo, Ixtapan de la Sal, León, Monterrey y Tampico.
A principio de siglo XX comenzaron a llegar los primeros argentinos, el cine y las artes escénicas fueron el foco de atracción, posteriormente la dictadura argentina trajo consigo a exiliados y refugiados, y en años más recientes a consecuencia de la crisis argentina de 2001 también llegaron otros inmigrantes. La recuperación económica de Argentina iniciada en 2003 controló parte de la inmigración hacia el exterior. Según el censo del año 1970 había 1585 argentinos, en el de 2000 había 6465 y en el de 2010 había 13 696.
Una de las principales diferencias de la comunidad argentina con otras colectividades de inmigrantes en México es que no es tan numerosa a pesar de su rápido crecimiento, estas consideraciones se acentúan si se toma en cuenta que la comunidad argentina de México se ubica en el undécimo puesto de argentinos en el exterior.
México ha otorgado la naturalización y la residencia permanente por las aportaciones destacadas que han tenido dentro del país, un dato a tener en cuenta que a la fecha 1534 argentinos decidieron adoptar la ciudadanía mexicana. La mayoría de argentinos establecidos en México provienen de las provincias de Buenos Aires, Santa Fe, Córdoba, Tucumán y Mendoza. También han ingresado un sinnúmero de ciudadanos argentinos que han venido a trabajar al territorio quintanarroense.

## Historia

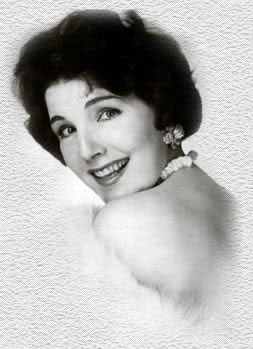
Libertad Lamarque y el cine mexicano.

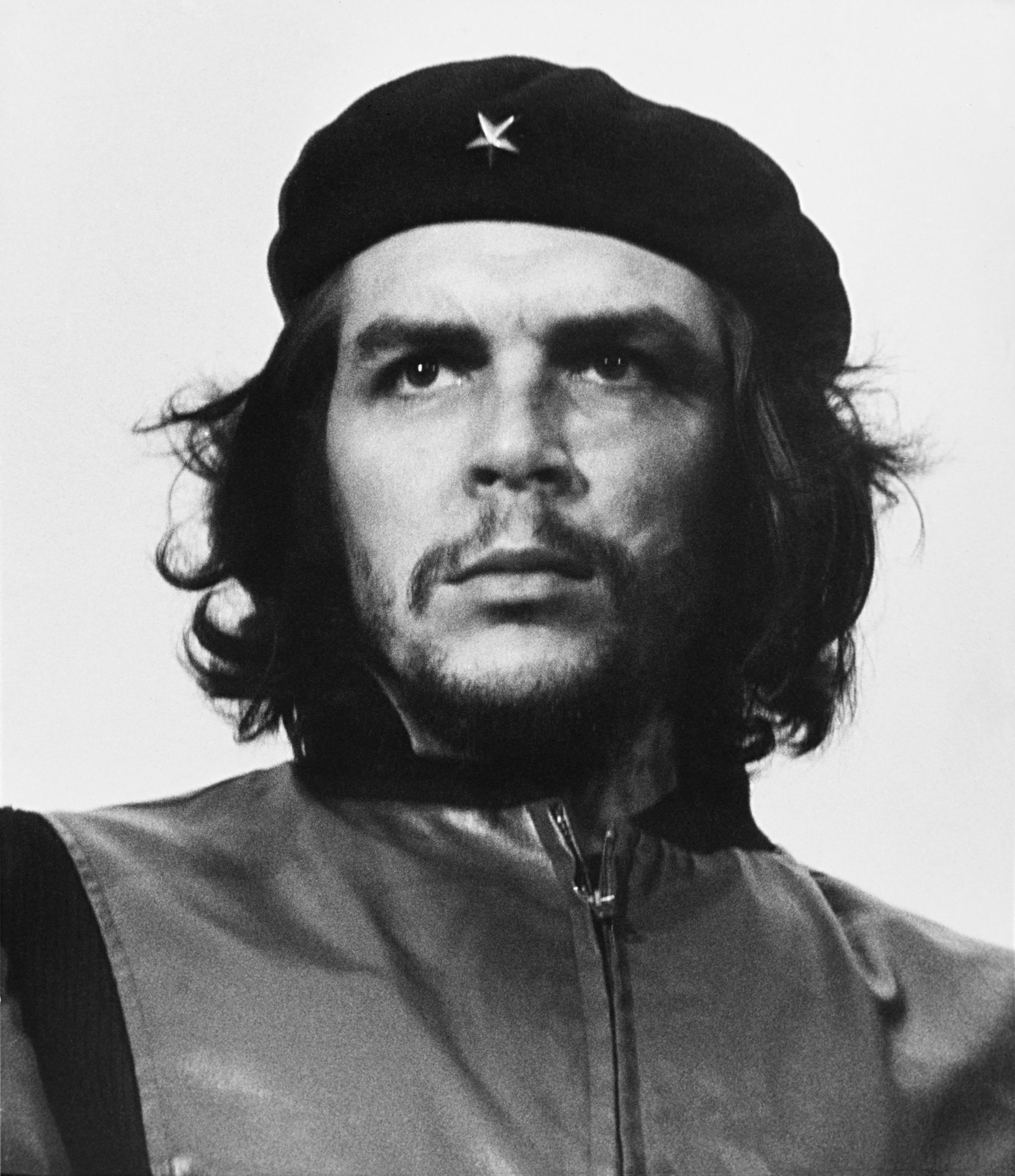
El Che Guevara, revolucionario argentino que residió dos años en suelo mexicano.

### Época de oro del cine mexicano
Los primeros argentinos que arribaron a México fueron principalmente actores y actrices del cine y el teatro que llegaron a finales de los años treinta, después del movimiento revolucionario cuando surgen las primeras filmaciones comerciales de habla hispana.
Para que el éxito fuera inusitado en la pantalla grande, en donde el Cine Colonial, en la Ciudad de México, sería el más importante centro de reunión de cinéfilos, los directores y productores debieron de hacerse de un séquito de actores y actrices de renombre, esto constituía el principal elenco de las obras producidas[cita requerida], especialmente en los años que corrió esta época de 1940 a 1958.
Entre las principales actrices y cantantes se encontraban: Libertad Lamarque, Marga López, Rosita Quintana entre otros. En los años sesenta llegaron las primeras vedettes argentinas que venían a México para trabajar dentro del ramo del entretenimiento, muchas de ellas hicieron grandes fortunas.

### Primer exilio argentino en México
El primer exilio argentino en México comenzó en septiembre de 1974, a raíz de la persecución política  de la Alianza Anticomunista Argentina, conocida como Triple A. En el primer contingente primer estaban políticos argentinos como el exgobernador de la provincia de Córdoba Ricardo Obregón Cano, y el exministro del Interior Esteban Righi.
Durante la dictadura cívico-militar argentina (1976-1983), en Argentina se iniciaron persecuciones a sindicalistas, políticos, artistas, filósofos, militantes, e integrantes de movimientos de izquierda. Estos movimientos fueron truncados y se reprimieron sangrientamente a miles de militantes, mientras que otros fueron secuestrados y se los hizo desaparecer. Esta situación provocó que se exiliaran argentinos, junto con otros sudamericanos (uruguayos, chilenos y peruanos), en México. Los centros educativos de nivel superior de México sirvieron de plataforma para resguardar su estancia dentro del país.
Un número considerable de inmigrantes argentinos arribados a México tenían niveles de educación muy altos que los incursionó rápidamente en las comunidades científicas, artísticas y tecnológicas del país norteamericano,
entre estas personas está Vanessa Dri, el cineasta Jorge Denti, Raquel Tibol quien realizará investigaciones sobre la vida de Frida Kahlo y Diego Rivera.
Se calcula que llegaron a residir a México aproximadamente entre unos 6 y 8 mil argentinos a lo largo de la dictadura.

### La inmigración de las crisis
La fuerte crisis económica del gobierno de Fernando de la Rúa, orilló a muchos ciudadanos argentinos (principalmente jóvenes) a emigrar hacia otros países.
Hoy en día la comunidad argentina residente de México es una de las comunidades más numerosas de extranjeros,[cita requerida] la presencia de los argentinos destaca principalmente en grandes centros urbanos del país como comerciantes, restauranteros, modelos, y también hay una destacada presencia de deportistas, académicos, estudiantes, empresarios y artistas.
Entre los muchos sudamericanos que vienen a probar suerte como estrellas del espectáculo son en su mayoría argentinos y colombianos que atraídos por un mercado buscando oportunidades de trabajo dentro del sector comercial[cita requerida], artístico o deportivo dejando atrás el ambiente académico y científico de los años 70 y 80.
Desde 2007, disminuyó la emigración argentina hacia México, por varias causas, por ejemplo a la crisis económica internacional, que ha afectado fuertemente a México, a lo que se suma el problema de la influenza A H1N1, que generó miles de desempleados del sector turístico y un pánico colectivo. Otros factores son los duros trámites solicitados a los inmigrantes latinoamericanos para conseguir una residencia temporal, tránsito hacia los Estados Unidos o la adopción de la ciudadanía mexicana por lo cual se ha producido frustración y un retorno considerable hacia sus países de origen.
En el 2009, después de haber superado la crisis por gripe H1N1 un número considerable de empresarios que le apostaron a México como economía emergente y que las autoridades mexicanas ayudaron con beneficios fiscales en el ramo de la construcción, el diseño y la industria textil. Las grandes ciudades de México fueron los lugares de llegada de los nuevos inmigrantes, la Riviera Maya fue el principal destino de arribo por razones laborales y de entretenimiento.[cita requerida]

## Cultura argentina en México

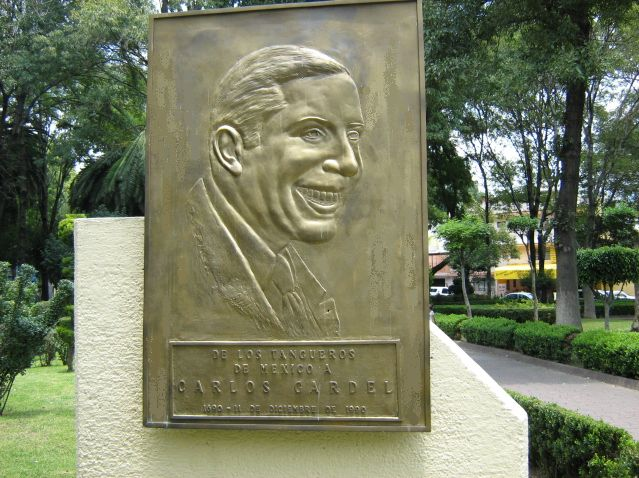
Carlos Gardel y el tango en la Ciudad de México.

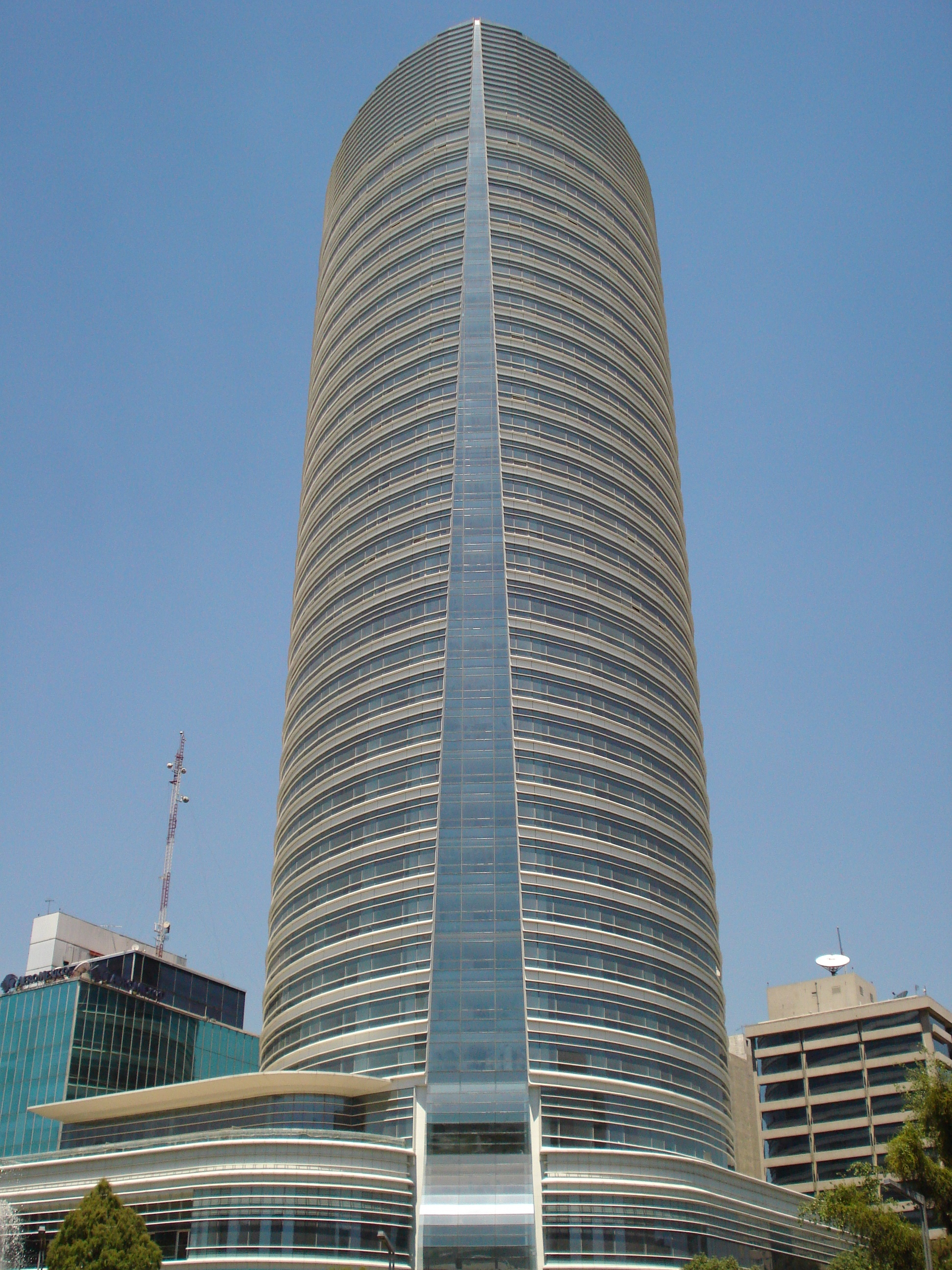
César Pelli y la arquitectura de la Ciudad de México.

Indudablemente una de las aportaciones culturales de la Argentina en suelo mexicano es el tango; tradición patrimonial e innovadora del porteño a través de la danza, el cual se expresa y se enseña en muchos lugares de país.
La música andina es también un ícono muy bien reconocido por los mexicanos como legado cultural de las naciones sudamericanas que comparten dicha cordillera; la canción argentina del "Humahuaqueño" identificada por los mexicanos como "El Carnavalito" que es la expresión musical folclórica más reconocida de los Andes argentinos. Entre los principales intérpretes de la música cumbia andina en México está el Grupo Jujuy, representantes de la cultura mestiza del norte de Argentina.
Los músicos argentinos que residen en México promueven la cultura de su nación o la difusión de la música instrumental en todos sus géneros, ellos tocan instrumentos como el arpa, el acordeón, el charango, la zampoña o la quena, otros son pianistas, guitarristas, percusionistas, trompetistas etc. siendo integrantes de orquestas o bandas musicales reconocidas.
Liliana Felipe es una cantante y pianista que forma parte de la cultura de Argentina y México, muy en especial la de protesta y la defensa de los pueblos indígenas y de la libertad sexual.
En el mundo de la literatura, existen importantes exponentes de las letras argentinas en México, algunos los escritores argentinos han encontrado en México un mercado importante de difusión cultural.
César Pelli arquitecto argentino de gran prestigio y reconocimiento en México, construyó dos obras importantes en la Ciudad de México que le han dado el mérito de premios en el país. En el 2006 recibe el Premio a la Vida y Obra, galardón otorgado por el Premio Obras Cemex.

## Argenmex
Con el fenómeno de la inmigración argentina a México por razones políticas en los años 1970, surge el término identificatorio “Argenmex” para reconocer a los miembros de la ascendiente comunidad.
Luego de huir de las persecuciones políticas o en búsqueda de oportunidades laborales a México, los argentinos tuvieron hijos, formaron familias y una comunidad relacionada con los dos países. Comenzó así a popularizarse entre los mexicanos, para referirse a los integrantes de esta comunidad, el uso de los argenmex.
Los argenmex fueron la primera generación de argentinos nacidos en México, logrando integrantes de la comunidad mantener un vínculo con el país de sus padres y abuelos a través de la adopción de una doble nacionalidad, e identificar y destacar la presencia de este grupo humano en el país. Los argenmex nacidos en México llevan una historia de doble inmigración, la cual es que provienen familiarmente de dos generaciones de inmigrantes, la primera en la llegada de sus abuelos o bisabuelos a la Argentina y la segunda en la llegada de sus padres a México.
Se considera también que un argenmex no solo es el mexicano nacido de padres argentinos, sino también el argentino o la argentina que adoptó a la nación mexicana como suya. Con los argenmex surgen las primeras asociaciones civiles de argentinos en México, tanto los residentes como sus hijos y nietos empezaron a integrarse y relacionarse entre sí, sobre todo en la capital del país, y con el tiempo se fueron creando vínculos culturales y sociales en otras ciudades del país.

## Importancia de la comunidad
En 2012, 42 192 500 argentinos en Argentina,
que sumados a los 971 698 argentinos que vivían en el exterior en 2012, totalizarían 43 164 198 argentinos. Así, los argentinos residentes en Argentina conformarían un 97.74 % del total mientras que los residentes en el exterior conformarían un 2.26 %.
De los 971 698 argentinos en el exterior, la mayoría está distribuido en 3 vertientes: el 30 % en España, el 23.3 % en Estados Unidos y el 24.4 % en países limítrofes de Argentina. Entre las 3 vertientes se llevan el 77.7 % de los argentinos en el exterior. Los que residen en México, sin embargo, representan apenas un 1.4 % de los argentinos en el exterior, pero México, es el país latinoamericano no limítrofe que más inmigrantes argentinos tiene, y las causas de llegada al país son muy diversas.
En el siglo XXI, los empresarios argentinos apuestan por infiltrarse en el mercado mexicano de consumidores, estos hombres y mujeres de negocios han logrado posicionarse en algunos sectores de la sociedad mexicana, las principales empresas argentinas que destacan en México están las de la industria del diseño industrial, la industria inmobiliaria, la consultoría en modelaje, la industria del vestido y diseño de moda.
Muchos ciudadanos de la Argentina son contratados en su país y son enviados a México para operar dentro de sus empresas o en empresas mexicanas que se involucran en lo mismo, es una población flotante que reside permanentemente o temporalmente de 1 a 3 años; algunos son residentes casados quienes viven con sus parejas, hijos y familiares.
México es un mercado importante para la comercialización de los productos de importación, en cuanto a los productos argentinos casas vitivinícolas importan a Norteamérica, teniendo un consumo muy aceptable en el mercado mexicano por su calidad y el bajo costo, los productos cárnicos son otro sector comercial que busca competir contra los productos cárnicos mexicanos y estadounidenses. Por esta razón ciudadanos argentinos que laboran en el sector de distribución buscan comercializar sus marcas por todo el territorio nacional mexicano compitiendo fuertemente con los productos chilenos, estadounidenses y españoles dentro del mismo sector.

## Comunidades argentinas

### Ciudad de México

Establecimiento argentino en el centro de la Ciudad de México.

La comunidad argentina más grande del país reside en la Ciudad de México. Actualmente, una de las colonias donde se ha concentrado mayoritariamente la comunidad argentina dentro de la Ciudad de México, son sin duda la Colonia Condesa y la Colonia Roma, barrios o urbanizaciones que destacan por ser lugar de restaurantes, cafés, boutiques o vida nocturna y bohemia, la cual tiene un ambiente cosmopolita que semeja a los barrios de la ciudad de Buenos Aires.

### Jalisco
En el estado de Jalisco hay dos importantes comunidades de inmigrantes argentinos, la primera se ubica en la ciudad de Guadalajara y su zona metropolitana [cita requerida]y la segunda se ubica en Puerto Vallarta, la comunidad de Guadalajara está más enfocada al comercio y el préstamo de servicios como servicios profesionales en el sector industrial, tecnológico y deportivo; mientras que la comunidad de Puerto Vallarta, destaca más por emplearse en el sector turístico.

### Quintana Roo
Una de las ciudades con mayor población argentina es Playa del Carmen, en donde se registran 10 000 residentes al 2015, lo que significa el 6 % del total de la población de la ciudad. La comunidad argentina está integrada principalmente por empresarios y empleados del sector turístico; ya que el gobierno mexicano dio las facilidades para traer inversionistas argentinos durante el periodo de la mayor crisis económica del país sudamericano.

### Sonora
Una de las comunidades de extranjeros en Sonora que ha ido creciendo es los últimos años es la comunidad argentina, académicos en las universidades, deportistas, empresarios agrícolas y ganaderos son quienes han emigrado a pesar de las altas temperaturas que se manifiestan en algunas ciudades. Otra razón del establecimiento de ciudadanos argentinos en el estado, es la cercanía con los Estados Unidos.

### Relaciones diplomáticas de Argentina en México

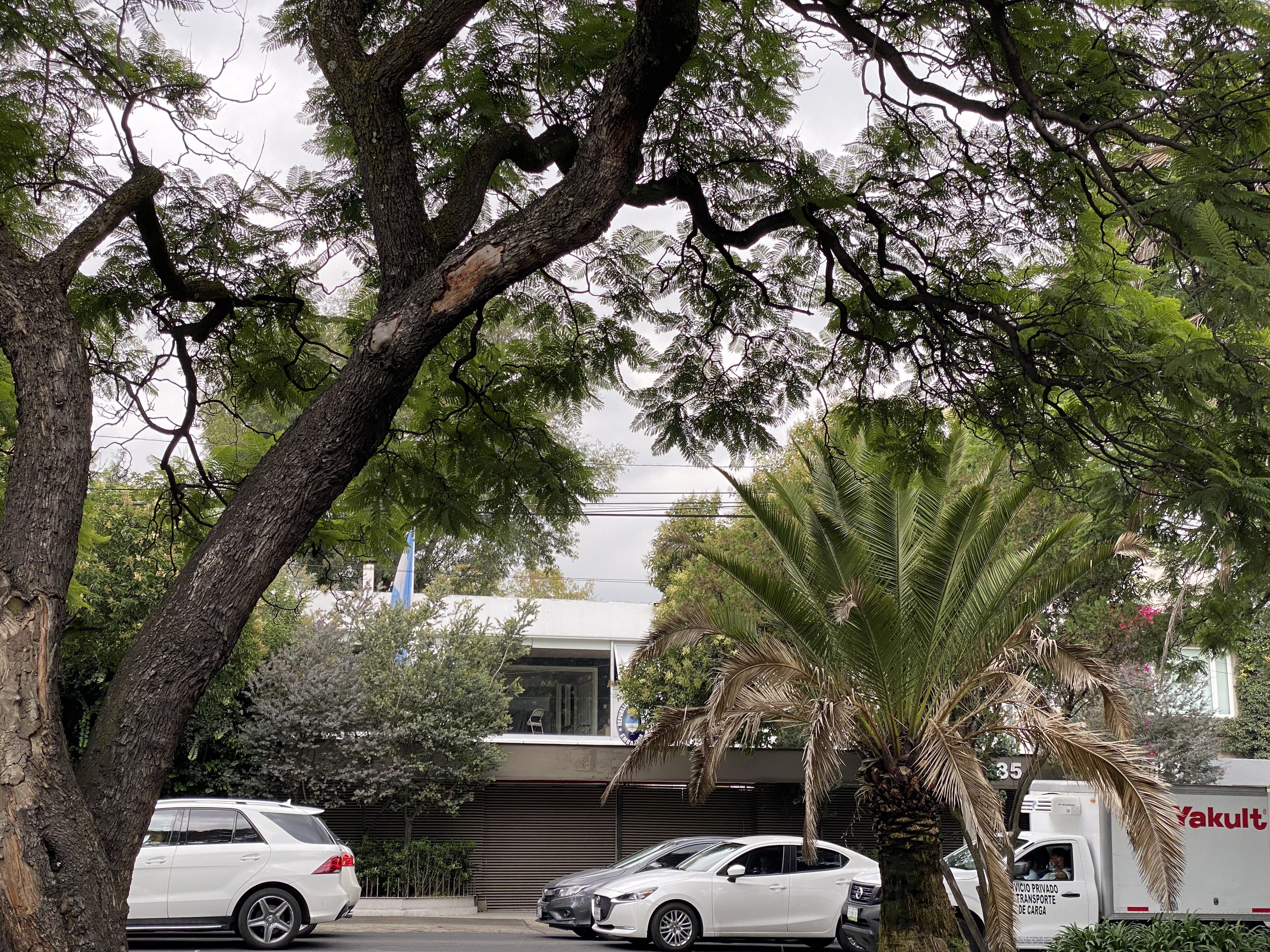
Embajada de Argentina en la Ciudad de México

La embajada de Argentina en México no solo se encarga de proteger a los ciudadanos argentinos que residen en el país de manera temporal o definitiva; también, a través de varias organizaciones civiles mantiene el contacto con los mexicanos.
- Embajada y consulado general de Argentina en México, Ciudad de México.
- Consulado General en Playa del Carmen (Quintana Roo).
- Agencia consular en Guadalajara (Jalisco).
- Agencia consular en Monterrey (Nuevo León).

## Tabla de flujos migratorios
| 1895 | 29     |
| 1910 | 201    |
| 1921 | 286    |
| 1930 | 328    |
| 1960 | 2456   |
| 1970 | 1585   |
| 1980 | 5479   |
| 2000 | 6465   |
| 2010 | 13 696 |
| 2020 | 18 693 |

## Argentinos radicados en México

### Académicos
- Adolfo Gilly, profesor de historia y ciencia política.
- Alicia Ziccardi, socióloga.
- Ana María Rivadeo, filósofa.
- Carlos Zolla Luque, lingüista y antropólogo.
- Elio Masferrer, antropólogo de religiones y etnohistoriador.
- Enrique Dussel, académico, filósofo e historiador.
- Judit Bokser, investigadora y docente.
- Laura Albarellos, abogada especialista en bioética y derecho genómico.
- Liliana Weinberg Marchevsky, ensayista e investigadora.
- Marcelino Cereijido, médico, profesor, investigador y escritor.
- Mario Bronfman, profesor investigador en El Colegio de México
- Néstor Braunstein, psicoanalista.
- Óscar Correas, jurista y académico.
- Pilar Calveiro, politóloga y doctora en ciencias políticas.
- Raúl Dorra, académico, semiotista y escritor.

### Artes, periodismo y literatura
- Carlos Marcovich, director de cine, director de fotografía y editor.
- Clara Lida, historiadora, autora y profesora.
- Emilia Ferreiro, psicóloga, pedagoga y escritora.
- Gregorio Selser, periodista e historiador.
- Horacio Cerutti Guldberg, filósofo.
- Jorge Fernández Menéndez, escritor, periodista y analista político.
- Juan Manuel Abal Medina, periodista, abogado y político.
- José María Fernández Unsáin, director, dramaturgo y guionista.
- Juan Sebastián Gatti, escritor y pedagogo.
- Juan Gelman, poeta y periodista.
- Luis Guillermo Piazza, novelista, autor de la primera novela psicodélica en idioma español y fundador del premio novela México.
- Luis Mario Schneider, escritor y poeta.
- Manuel Puig, escritor.
- María Elena Rodríguez Ozán, historiadora de las ideas.
- Néstor García Canclini, escritor, docente y antropólogo.
- Raquel Tibol, crítica e historiadora de arte.
- Sergio Bagú, periodista, abogado e historiador.

### Deportistas
- Adrián Lionel Cano, futbolista.
- Alberto Etcheverry, futbolista.
- Alexis Canelo, futbolista.
- Alfredo David Moreno, futbolista.
- Andrés Carevic, futbolista.
- Antonio Battaglia, futbolista.
- Antonio Mohamed, exfutbolista y entrenador.
- Ariel González, futbolista.
- Bruno Marioni, entrenador y exfutbolista.
- Carlos Lara, futbolista.
- Christian Giménez, futbolista.
- Damián Álvarez, futbolista.
- Damián Zamogilny, futbolista.
- Diego Alberto Olsina, futbolista.
- Daniel Brailovsky, exfutbolista, entrenador y comentarista deportivo.
- Daniel Ludueña, futbolista.
- Edmundo Manzotti, futbolista.
- Eduardo Bacas, exfutbolista y analista deportivo.
- Emanuel Aguilera, futbolista.
- Emanuel Loeschbor, futbolista.
- Emanuel Villa, futbolista.
- Enrique Triverio, futbolista.
- Ezequiel Cirigliano, futbolista.
- Gabriel Caballero, entrenador y exfutbolista.
- Gabriel Ernesto Pereyra, entrenador y exfutbolista.
- Gastón Sauro, futbolista.
- Hernán Cristante, exfutbolista y entrenador.
- José Basanta, exfutbolista.
- José Miguel Noguera, futbolista.
- Julio Furch, futbolista.
- Leandro Cufré, entrenador y exfutbolista.
- Leonardo Javier Ramos, futbolista.
- Lucas Ayala, futbolista.
- Lucas Lobos, futbolista.
- Marcos Aurelio Di Paulo, futbolista.
- Mario Favaretto, futbolista.
- Martín Bravo, futbolista.
- Matías Vuoso, futbolista.
- Oscar Ustari, futbolista.
- Osvaldo Batocletti, futbolista.
- Oswaldo Martinolli, futbolista.
- Rodrigo Javier Noya, futbolista.
- Rubén Ayala, entrenador y exfutbolista.
- Rubén Omar Romano, entrenador y exfutbolista.
- Rubens Sambueza, futbolista.
- Rogelio Funes Mori, futbolista.
- Santiago Giménez, futbolista.
- Sergio Verdirame, analista deportivo y exfutbolista.
- Silvio Fogel, futbolista.
- Walter Jiménez, futbolista.

### Entretenimiento
- Alejandro Ciangherotti, actor.
- Alicia Fahr, actriz.
- Anahí Allué, actriz.
- Augusto Di Paolo, actor y modelo.
- Bárbara Torres, actriz, comediante y profesora de teatro.
- Cecilia Galliano, actriz, conductora y modelo.
- Cecilia Ponce, actriz.
- Chela Castro, actriz.
- Christian Bach, actriz.
- Daiana Villalba, cantante y conductora de televisión en Monterrey.
- Diego Alfonso, actor y cantante.
- Diego Olivera, actor.
- Diego Soldano, actor.
- Dorismar, modelo, actriz y cantante.
- Federico Ayos, actor.
- Fernanda Borches, actriz.
- Fernando del Solar, actor, conductor y modelo.
- Francisco Bass, actor.
- Gastón Tuset, actor y director de cine.
- Guillermo Murray, actor.
- Ignacio Casano, actor.
- Itatí Zucchi, actriz, madre de la actriz Itatí Cantoral
- Joaquín Ferreyra, actor
- Jorge Che Reyes, actor, presentador y empresario.
- José María Negri, actor de doblaje.
- Juan Carlos Colombo, actor.
- Juan Carlos Serrán, actor.
- Juan Colucho, actor.
- Juan Martín Jáuregui, actor.
- Juan Soler, actor.
- Julia Urbini, actriz.
- Laura Vignatti, actriz.
- Leo Deluglio, actor.
- Libertad Lamarque, cantante y actriz.
- Liliana Felipe, actriz, cantante, pianista y activista.
- Lion Bagnis, actor.
- Luciana Sismondi, actriz, conductora y modelo.
- Luciano Corigliano, actor.
- Luciano Zacharski, actor.
- Luis Aldás, actor.
- Macarena Achaga, actriz.
- Maki Moguilevsky, actriz.
- Marcelo Córdoba, actor.
- Marco de Carlo, actor.
- Marga López, actriz.
- Margarita Gralia, actriz.
- Mariana Karr, actriz.
- Martín Altomaro, actor.
- Mayra Duhalde, bailarina y actriz.
- Michel Brown, actor.
- Mónica Ayos, actriz y vedette
- Nelly Montiel, actriz.
- Orlando Carrió, actor.
- Patricio Borghetti, actor y conductor.
- Perla Szuchmacher, actriz, dramaturga y directora de teatro.
- Princesa Yamal, bailarina y actriz.
- Ramiro Fumazoni, actor.
- Ramiro Tomasini, actor y modelo.
- Raúl Astor, conductor y locutor.
- Ricardo Silva, actor.
- René Strickler, actor.
- Roberto D'Amico, actor.
- Rosa María Bianchi, actriz.
- Rosario Granados, actriz.
- Roxana Martínez, actriz, modelo y vedette.
- Sabrina Sabrok, actriz, cantante, modelo y conductora.
- Santiago Ramundo, actor.
- Sebastián Rulli, actor y modelo.
- Sergio Klainer, actor y modelo.
- Thelma Tixou, vedette, cantante, bailarina y actriz.
- Verónica Langer, actriz.

### Músicos, compositores e intérpretes
- Alejandro Marcovich, guitarrista, cantante y exintegrante de Caifanes (banda).
- Alfredo Malerba, músico, productor y guionista.
- Amanda Miguel, cantante.
- Daniel Riolobos, intérprete y cantante de boleros.
- Diego Verdaguer, cantante.
- Federico Bonasso, compositor y fundador de la banda El Juguete Rabioso
- Gloria Gil, cantante del grupo Las Hermanas Gil, tía de la cantante mexicana Fey.
- Josefina Gil, cantante del grupo Las Hermanas Gil, madre de la cantante mexicana Fey.
- Laureano Brizuela, cantautor.
- Liliana Felipe, compositora, pianista y cantante.
- Marciano Cantero, bajista y vocalista de Enanitos Verdes (residió en México entre 2003 y 2017).
- Noel Schajris, cantante y compositor, exmiembro del dúo Sin Bandera
- Noemí Gil, cantante del grupo Las Hermanas Gil, tía de la también cantante Fey.
- Rosita Quintana, cantante y compositora.
- Sabú, cantante.
- Nicolás Urquiza Lazcano, compositor y cantautor.
- Angie Taddei, conductora y cantante.

### Otros
- Bárbara Anderson, directora de innovación editorial de Milenio (periódico).
- Diego Martínez Ulanosky, director, guionista y productor de televisión.
- Héctor José Cámpora, político, presidente de Argentina entre mayo y julio de 1973.
- Raúl Acha, torero.
- Roberto Romagnoli, productor de televisión.
- Gustavo Ferrato, El Guerrero de las Ventas, conferencista